# Здравко Боровница
Здравко Боровница (17. август 1954, Наково) је бивши српски и југословенски фудбалер, који је играо на позицији нападача и либера.

## Каријера
Поникао је у Полету из Накова, а сениорску каријеру је почео у Пролетеру из Зрењанина. Након једне сезоне у Пролетеру, прешао је у Црвену звезду у којој је провео 6 година. У првој сезони за Звезду, због јаке конкуренције, одиграо је 10 утакмица у Првенству Југославије, које је и освојио са Звездом те сезоне. Године 1977. послат је на позајмицу у аустралијски Футскреј ЏАСТ, а по повратку је у Звезди одиграо само 2 лигашке утакмице. У сезони 1978/79. тренер Бранко Станковић га је прекомандовао на позицију либера, а у тој сезони се усталио и играо стандардније. Са Звездом је стигао до финала Купа УЕФА у коме је одиграо 7 утакмица, а у реванш утакмици против Динамо Берлина је постигао два гола у победи Звезде од 4:1, и тако помогао тиму да оствари преокрет након победе Динама од 5:2 у првој утакмици. У првенству је одиграо 26 утакмица и постигао 3 гола, од чега један у дербију против Партизана. Сезоне 1979/80. са Звездом осваја титулу првака Југославије, а следеће сезоне је Душан Савић отишао у војску, а тренер Бранко Станковић је Боровницу прекомандовао у напад. Боровница и даље игра стандардно, од 26 првенствених утакмица постигао је 12 голова, од чега 5 у убедљивој победи над Слободом из Тузле од 9:1. Поново осваја Титулу првака Југославије, а у Купу шампиона је са Звездом дошао до четвртфинала такмичења. Сезоне 1981/82. са Звездом осваја Куп Југославије, а у Купу шампиона поново долази до четвртфинала.
Након Звезде, Боровница игра и у Бастији, а затим и у Олимпији, да би онда две године играо у Динаму из Винковаца. Након Динама из Винковаца, игра по сезону у Сутјесци и Аданаспору. Након завршетка каријере често игра за ветеране Црвене звезде.

## Трофеји
Црвена звезда
- Првенство Југославије: 1976/77, 1979/80, 1980/81
- Куп Југославије: 1981/82